# High Definition Video

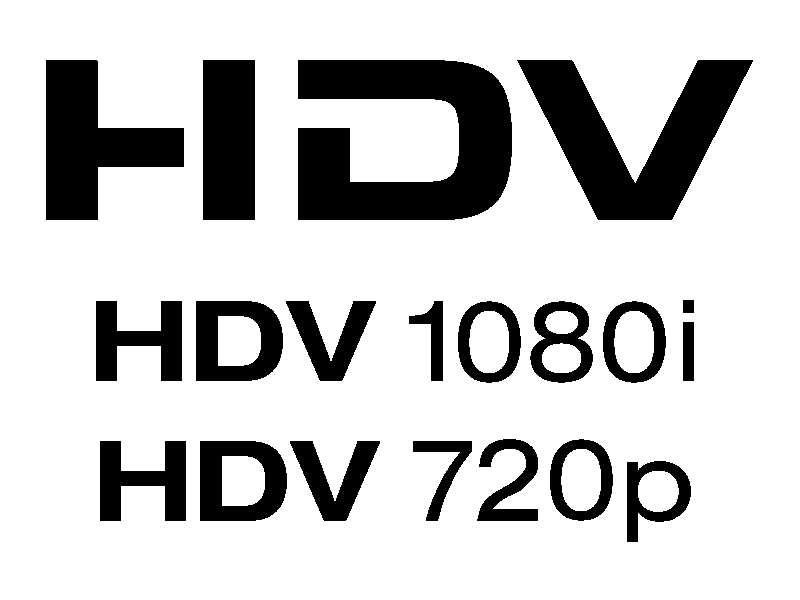
Logo HDV

Video s vysokým rozlišením neboli HDV (z angličtiny High Definition Video) označuje formát záznamu videa s vysokým rozlišením. Tento formát vznikl roku 2003 v reakci na zvýšenou poptávku po HD videích a navázal na do té doby používaný standardní formát DV (z angličtiny Digital video).

## Specifikace
Technologie HDV umožňuje nahrávání videa ve vysokém rozlišení na kazety formátu DV pomocí komprese MPEG-2. Maximální datový tok tedy musel zůstat stejný, 25 Mbit/sec.
HDV se od DV videa liší zejména rozlišením. Rozlišení DV videa je 720×576 obrazových bodů v normě PAL, zatímco rozlišení HDV je značně vyšší. HDV vychází z nově definovaných standardů vysokého rozlišení a může být zaznamenáno ve dvou formátech, konkrétně 720p a 1080i. Prvně jmenovaný formát je progresivní (720p nebo HD1) a umožňuje zaznamenat 25, 29.97, 50 a 59.94 snímků za sekundu (25p, 30p, 50p, 60p), druhý je prokládaný (1080i nebo HD2) a umožňuje použít 50 nebo 59.94 půlsnímků za sekundu (50i a 60i). Výjimečně se můžeme setkat i s progresivním formátem 1080p. Formát HD1 je používán zejména v kamerách JVC, kdežto HD2 najdeme především v kamerách Canon a Sony.
Dalším rozdílem mezi HDV a DV je také poměr stran, který je u HDV vždy 16:9, oproti DV, kde je 4:3 nebo 16:9. Zvuk se na HDV zaznamenává pomocí komprese MPEG-1 Layer 2 s datovým tokem 384 kbit/s, na rozdíl od formátu DV, kde je zvuk nekomprimovaný. Oba formáty HDV využívají schéma podvzorkování v poměru 4:2:0.
| Název formátu        | HDV 720p                                     | HDV 1080i                | HDV 1080i                   |
| -------------------- | -------------------------------------------- | ------------------------ | --------------------------- |
| Médium               | DV a/nebo Mini DV kazeta                     | DV a/nebo Mini DV kazeta | DV a/nebo Mini DV kazeta    |
| Video                |                                              |                          |                             |
| Poměr stran          | 16x9                                         | 16x9                     | 16x9                        |
| Rozlišení            | 1280 × 720                                   | 1440 × 1080              | 1440 × 1080                 |
| Prokládání           | progresivní                                  | prokládané               | progresivní                 |
| Snímková frekvence   | 720/60p, 720/50p, 720/30p, 720/25p, 720/24p, | 1080/60i, 1080/50i       | 1080/30p,1080/25p, 1080/24p |
| Komprese videa       | MPEG2 Video                                  | MPEG2 Video              | MPEG2 Video                 |
| Barevný formát       | 4:2:0                                        | 4:2:0                    | 4:2:0                       |
| Kvantizace           | 8 bitů                                       | 8 bitů                   | 8 bitů                      |
| Přenosová rychlost   | ~18.3 Mbit/s                                 | ~25 Mbit/s               | ~25 Mbit/s                  |
| Zvuk                 |                                              |                          |                             |
| Komprese zvuku       | MPEG-1 Audio Layer II                        | MPEG-1 Audio Layer II    | MPEG-1 Audio Layer II       |
| Vzorkovací frekvence | 48 kHz                                       | 48 kHz                   | 48 kHz                      |
| Kvantizace           | 16 bitů                                      | 16 bitů                  | 16 bitů                     |
| Přenosová rychlost   | 384 kbit/s                                   | 384 kbit/s               | 384 kbit/s                  |
| Audio mód            | Stereo                                       | Stereo                   | Stereo                      |
| Systém               |                                              |                          |                             |
| Formát               | MPEG2 Systems                                | MPEG2 Systems            | MPEG2 Systems               |

## Historie

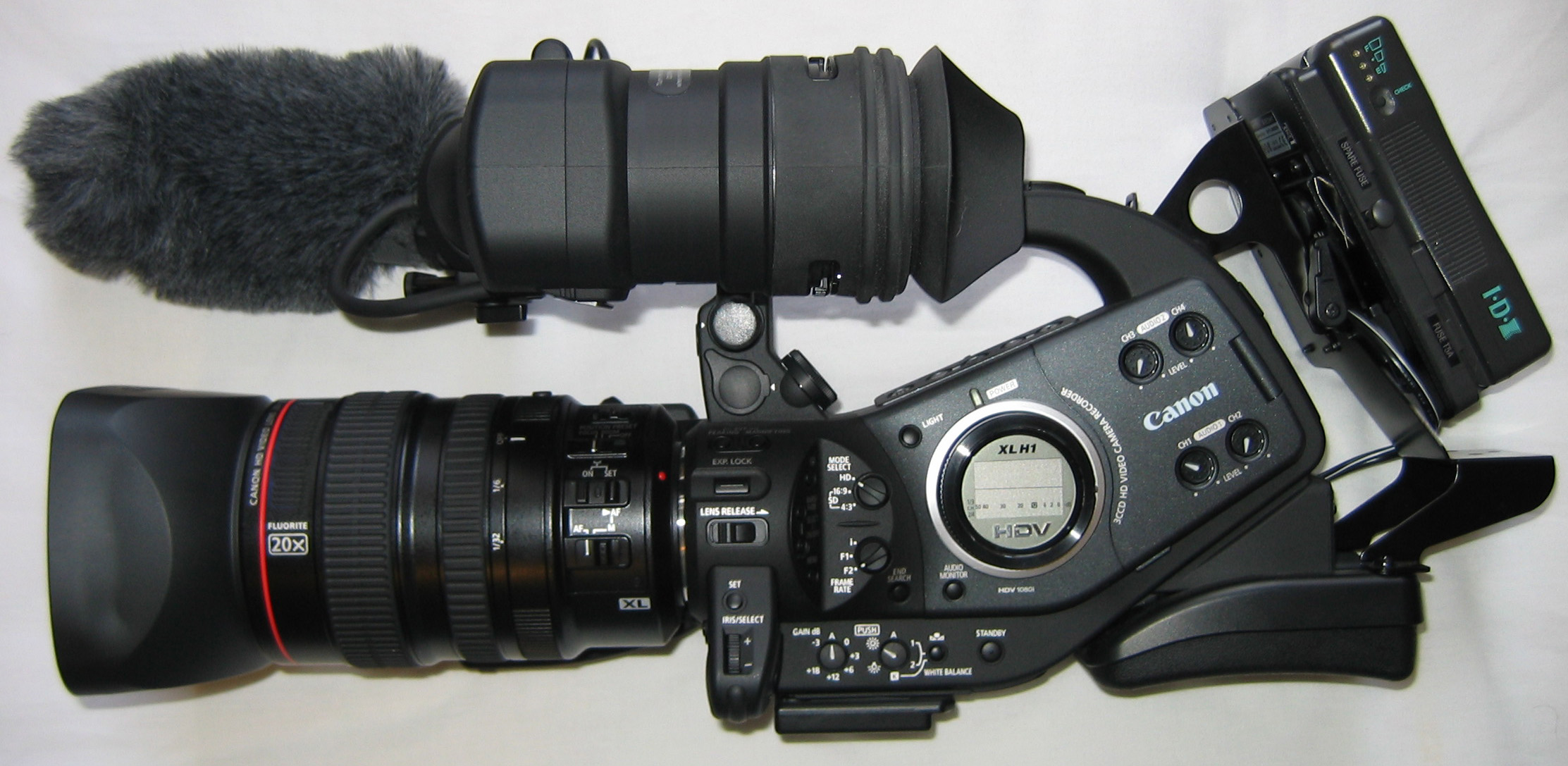
Videokamera Canon XLH1 HD

S nápadem vytvořit jednotný, finančně dostupný, formát s vyšším rozlišením přišli na začátku 21. století firmy Victor Company of Japan (JVC), Sony, Canon a Sharp. 30. září 2003 oznámili, že technické parametry, které umožňují nahrávání videa ve vysokém rozlišení na DV kazety byly zavedeny pod názvem HDV formát. Konkrétní parametry zveřejnili firmy už v červenci 2003 a získali podporu dalších firem, s kterými poté utvořili konsorcium výrobců HDV. Patřili mezi ně například společnosti Adobe Systems Incorporated, Canopus Co., Ltd., KDDI R&D Laboratories, Sony Pictures Digital Networks nebo Ulead Systems, Inc. Následně firmy postupně zaváděly prvky podporující HDV formát do svých produktů, aby umožnili zákazníkům plynulý přechod k novému formátu. Většina videokamer tedy umožňovala používat jak formát DV, tak HDV.
První HDV videokameru zveřejnila společnost JVC už v roce 2003. Jednalo se o GR-HD1. Nedlouho poté přišla se svou videokamerou HDR-FX1 firma Sony, a to v roce 2004. Rok na to představila svou HDV videokameru i firma Canon. Tou byla Canon XL H1. Produkce HDV videokamer definitivně skončila v roce 2010.